# Unió de Consumidors de Catalunya-UCC
La Unió de Consumidors de Catalunya-UCC (en idioma español Unión de Consumidores de Cataluña-UCC) es una asociación privada y progresista que nació del impulso de la Federación de Alimentación del sindicato UGT. La Generalidad de Cataluña la declaró asociación de consumidores más representativa en el año 1998. 
La Sede Central de la asociación está ubicada en Rambla Santa Mònica, 10, Bajos (Edificio UGT), 08002 de Barcelona. 
En la actualidad, como asociación preocupada por los consumidores y consumidoras y todo aquello que les pueda afectar en su vida cotidiana, además de ofrecer servicios especializados para sus asociados, defiende los intereses generales de las personas en tanto consumidoras de productos y usuarias de servicios, participando en diferentes comisiones de la administración y denunciando aquellas situaciones donde cree que los derechos de los consumidores están siendo perjudicados.
Durante muchos años se están haciendo intervenciones en Prensa, TV y Radio en diferentes municipios de Barcelona.  A partir de finales de 2018, la Unió de Consumidors de Catalunya-UCC dispone de una revista digital gratuita para todos los consumidores.